# Semiothisa breviusculata
Semiothisa breviusculata là một loài bướm đêm trong họ Geometridae.